# Синагога Баден-Бадена
Синагога Баден-Бадена (нем. Synagoge in Baden-Baden) — бывшая синагога в городе Баден-Бадене на Штефанинштрассе 5, в немецкой земле Баден-Вюртемберг, построенная в 1899 году по проекту Людвига Леви и разрушенная во время ноябрьских погромов в 1938 году.

## История
Только после 1862 года евреи были уравнены в правах с немецкими жителями в городе. После этого численность еврейской общины Баден-Бадена стала увеличиваться, и она официально была основана 2 ноября 1890 года. Вскоре зал для молитв в отеле Бадройт (Baldreit) стал слишком мал, из-за чего было принято решение о строительстве синагоги.
Проект синагоги подготовил немецкий архитектор еврейского происхождения Людвиг Леви (1854−1907), который до этого уже построил несколько синагог, например в Пфорцхайме, Бармене и Кайзерслаутерне.

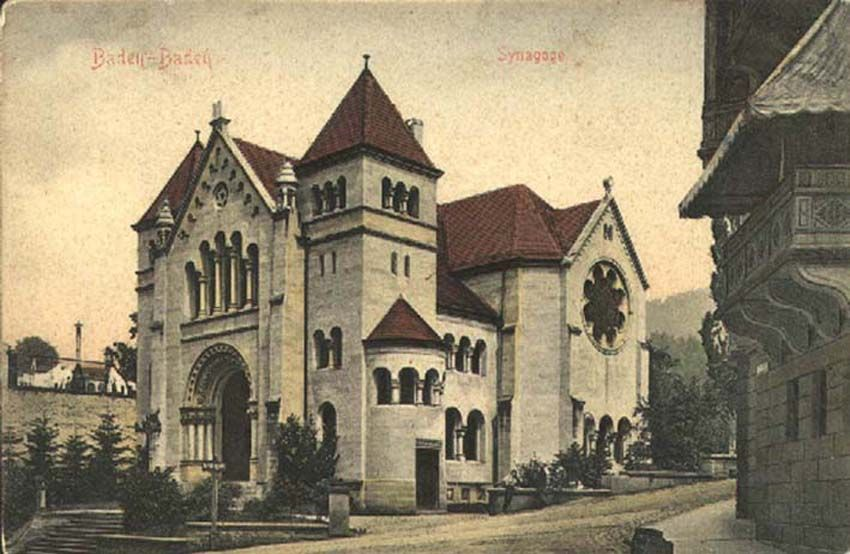
Синагога Баден-Бадена на почтовой открытке
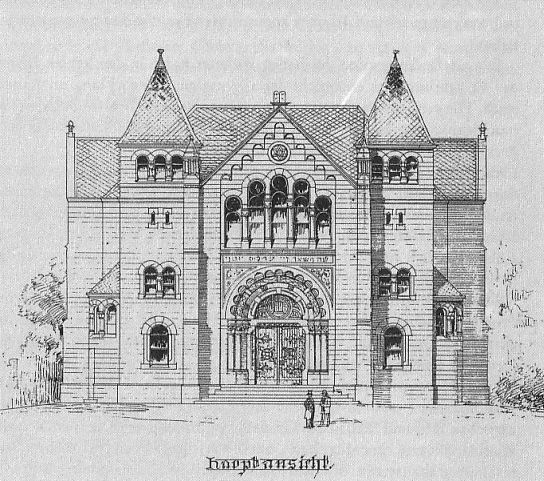
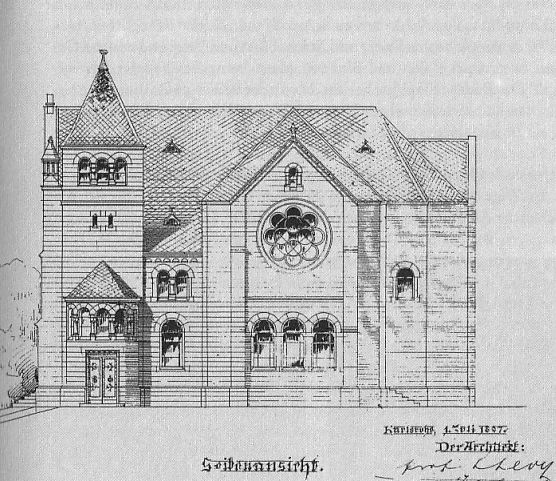

## Ноябрьский погром 1938 года

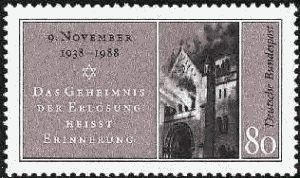
Синагога Баден-Бадена на почтовой марке

В Хрустальную ночь 10-11 ноября 1938 года синагога была уничтожена нацистами. После разрушения синагоги в 1938 году, земельный участок синагоги оставался незастроенным и после 1945 года использовался как автостоянка. На месте бывшей синагоги несколько лет назад был установлен памятник.